# 白石水库 (藤县)
白石水库是中国广西壮族自治区梧州市藤县境内的一座水库，位于西江支流白石河上，建于1960年。水库正常库容为1027万立方米，平均水深为17.00米，集雨面积为55平方千米，海拔为83米。